# Djupet (film, 2012)
Djupet (originaltitel: Djúpið) är en isländsk dramafilm från 2012 i regi av Baltasar Kormákur. Huvudrollen spelas av Ólafur Darri Ólafsson. Den handlar om en fiskare som är den ende överlevaren efter att hans fiskebåt har sjunkit. Filmen bygger på en verklig olycka som inträffade i mars 1984.
Filmen var Islands Oscarsbidrag för Bästa icke-engelskspråkiga film och hörde till de nio filmer som nådde sista gallringen, men blev inte slutgiltigt nominerad. Filmen nominerades även till Nordiska rådets filmpris 2013. Den hade Sverigepremiär den 10 maj 2013. På Kritiker.se har filmen snittbetyget 3,8 av 5 utifrån 17 svenska recensioner.

## Rollista (i urval)
- Ólafur Darri Ólafsson – Gulli
- Jóhann G. Johannsson – Palli
- Þorbjörg Helga Þorgilsdóttir – Halla
- Theódór Júlíusson – Gullis far
- Maria Sigurðardóttir – Gullis mor
- Björn Thors – Hannes
- Þröstur Leó Gunnarsson – Lárus
- Guðjón Pedersen – Erlingur
- Walter Grímsson – Raggi
- Stefán Hallur Stefánsson – Jón